# Gigantes del Sur
Il Gigantes del Sur è una società pallavolistica argentina maschile, con sede a Neuquén: milita nel massimo campionato argentino, la Liga Argentina de Voleibol.

## Storia
Il Gigantes del Sur viene fondato nel 2003, venendo iscritto alla Liga A2. Nel campionato 2003-04 sfiora la promozione in massima serie, venendo sconfitto nella finale play-off dal San Lorenzo, perdendo anche con l'Obras Sanitarias, nella sfida tra il penultimo classificato in Liga A1 de Vóley 2003-04 e la formazione sconfitta in finale play-off. Nel campionato seguente centra la promozione, sconfiggendo in finale play-off il Boca Juniors.
Esordisce quindi nella Liga A1 de Vóley nella stagione 2005-06, classificandosi al nono posto, appena fuori dai play-off. Nella stagione seguente invece si spinge fino alle finali scudetto, uscendo però sconfitto contro il Bolívar. Nelle tre annate seguenti colleziona un terzo e due quarti posti finali in campionato, raggiungendo inoltre la finale della Coppa ACLAV 2008, ancora sconfitto dal Bolívar.
Dopo diversi campionati di medio-bassa classifica nella Liga Argentina de Voleibol e scarsi risultanti anche nelle coppe nazionali, nella stagione 2015-16 vince il primo trofeo della propria storia, la Coppa Desafío 2016, col successo sul La Unión de Formosa; sempre nella stessa annata inizia una sfortunata tradizione in Coppa Argentina sconfitto in finale per tre stagioni di fila, rispettivamente dall'UNTreF e due volte dall'Obras Sanitarias.

## Rosa 2017-2018
| N° | Nome                | Ruolo | Data di nascita  | Nazionalità sportiva |
| -- | ------------------- | ----- | ---------------- | -------------------- |
| 1  | Simón Guerra        | C     | 19 gennaio 1996  | Argentina            |
| 2  | Mauro Castillo      | S     | 16 maggio 1998   | Argentina            |
| 3  | Gastón Baltoré      | P     | 28 giugno 1999   | Argentina            |
| 4  | Julián Corsino      | C     | 6 febbraio 1989  | Argentina            |
| 5  | Antú Isso           | S     | 11 novembre 1996 | Argentina            |
| 7  | Alhué Isso          | C     | 11 novembre 1996 | Argentina            |
| 8  | Javier Sánchez      | C     | 2 novembre 1980  | Argentina            |
| 9  | Federico Seia       | S     | 22 novembre 1999 | Argentina            |
| 10 | Alejandro Arias     | C     | 7 marzo 1989     | Argentina            |
| 11 | Bruno Camiscia      | P     | 13 maggio 1999   | Argentina            |
| 12 | Valentín Rolandelli | P     | 9 marzo 1982     | Argentina            |
| 13 | Santiago Álvarez    | S/O   | 27 aprile 1988   | Argentina            |
| 14 | Gabriel Aramayo     | P     | 8 ottobre 1991   | Argentina            |
| 15 | Héctor Vergara      | L     | 7 settembre 1988 | Argentina            |
| 16 | Adrián Goide        | P     | 26 giugno 1998   | Cuba                 |
| 17 | Luciano Massimino   | L     | 4 gennaio 1991   | Argentina            |
| 18 | Franco Retamozo     | S     | 22 marzo 1985    | Argentina            |
| 19 | Miguel Ángel López  | S     | 25 marzo 1997    | Cuba                 |
| 20 | Bruno Vinti         | S     | 18 giugno 1991   | Argentina            |

## Palmarès
- Coppa Desafío: 1

2016